# Любашинский сад
Люба́шинский сад — сад, расположенный в Калининском районе Санкт-Петербурга между проспектом Металлистов, Замшиной улицей и Полюстровским проспектом.
Сад получил имя по прежнему названию части проспекта Металлистов Любашинскому проспекту. В зелёной зоне установлен поклонный крест в память о Покровской церкви на исчезнувшей одноимённой ей улице, включенной в состав проспекта, с планами строительства храма в будущем.
В 2019 г. сад ремонтируется, как и Пионерский парк того же микрорайона, и в нём произведена реконструкция пустовавшей около 50 лет бетонной чаши фонтана под первый в микрорайоне музыкальный фонтан с подсветкой, пешеходным мостом над чашей и беседкой в его середине, обещаны зона отдыха и спортплощадки. Любашинский фонтан назван по имени парка и открыт 24 августа 2019 г..
В 2019 году в саду была установлена скульптура Романа Шустрова «Любашинский ангел»
Площадь сада — 12,81 га.

## Галерея

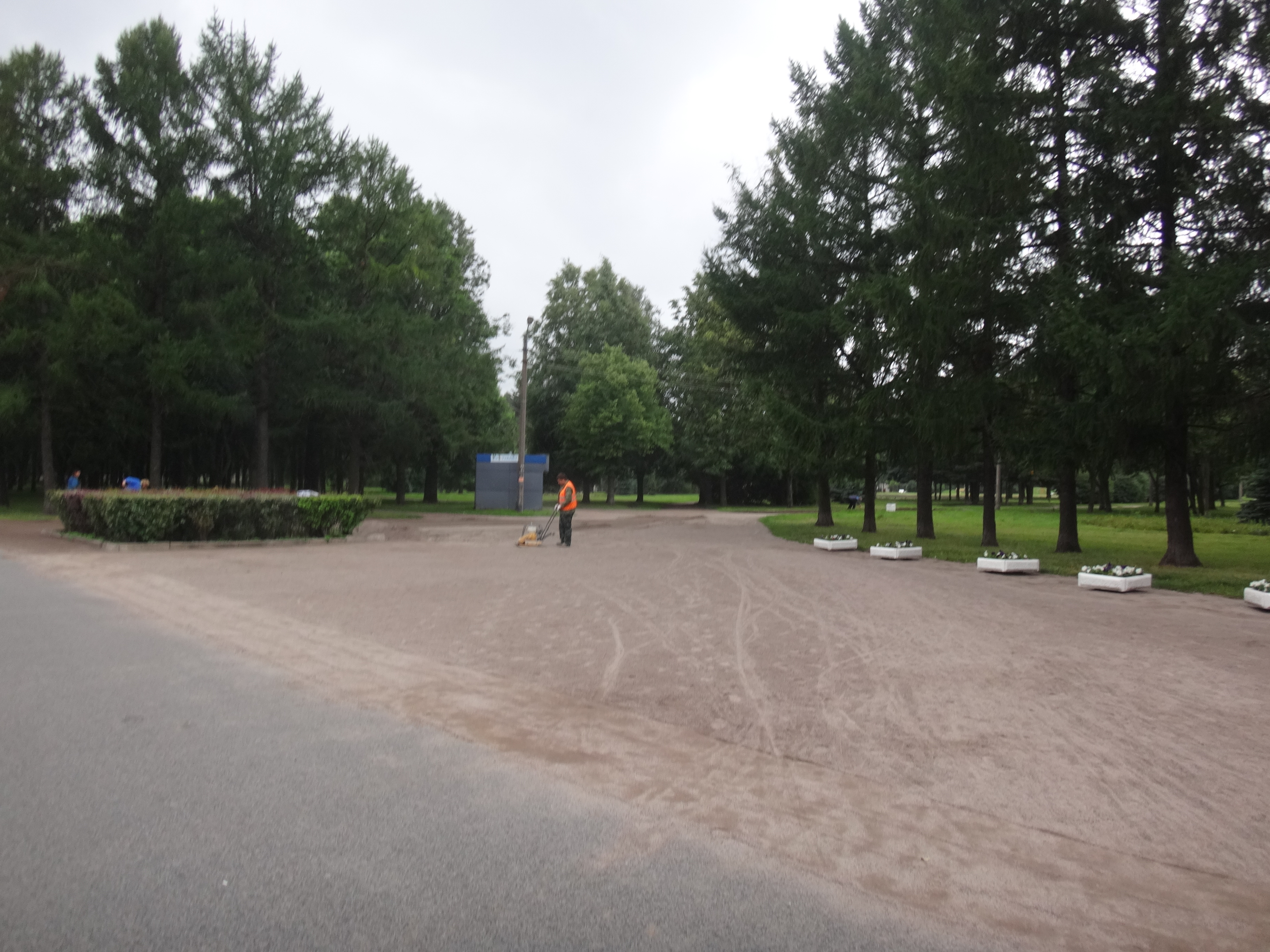
Угол проспекта Металлистов и Замшиной улицы
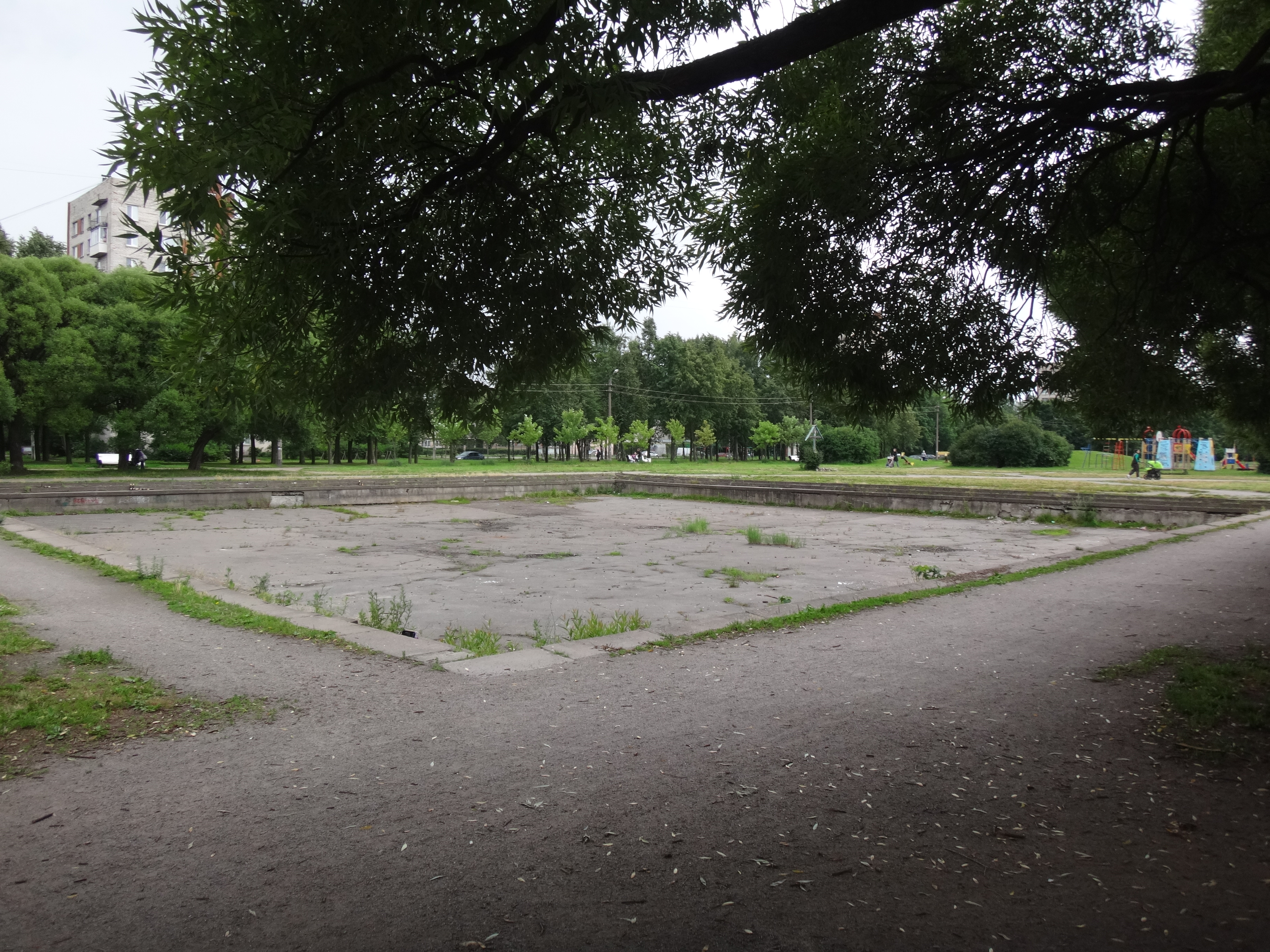
Не заполненный водой пруд в Любашинском саду.
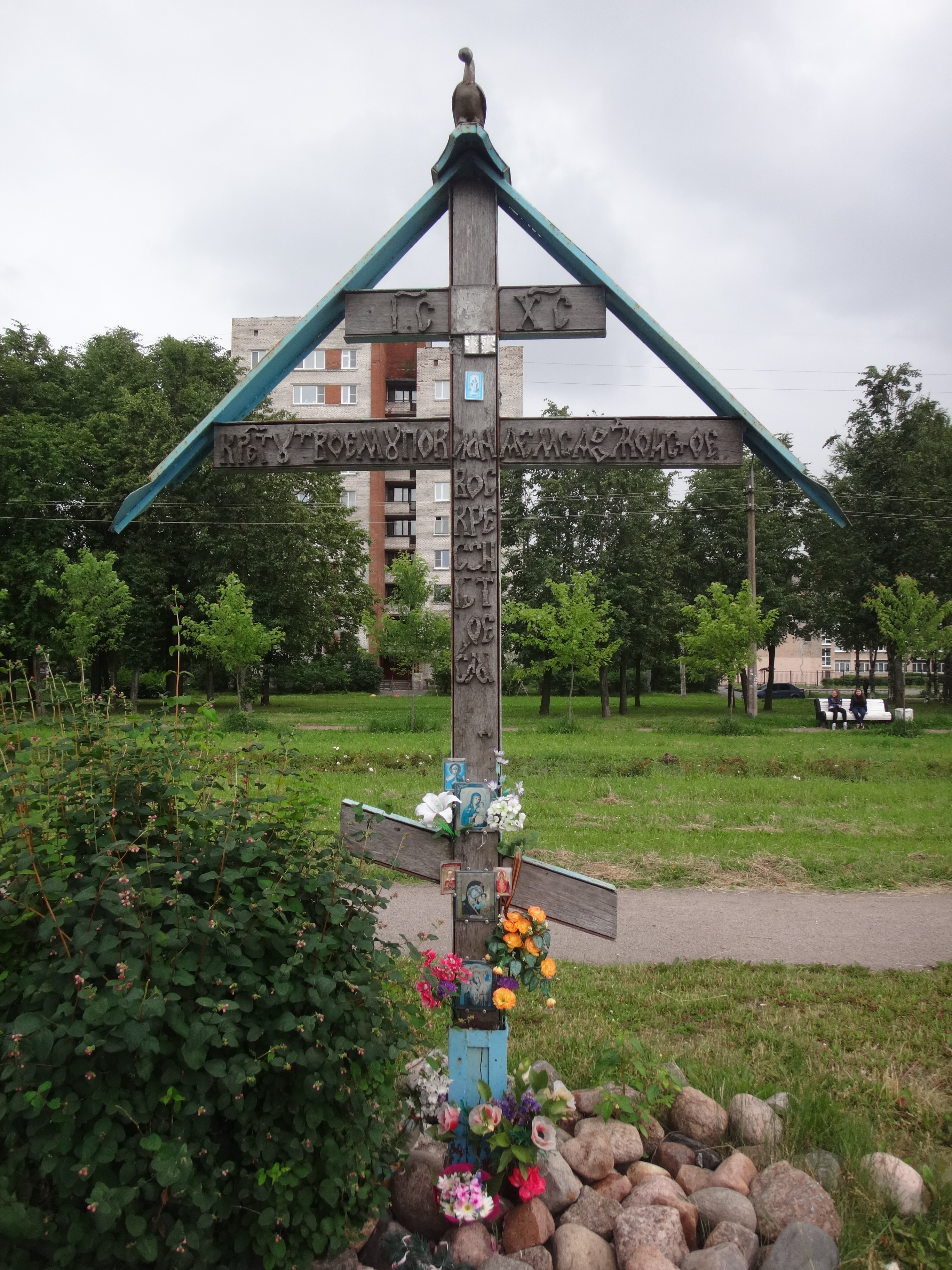
Памятный крест в Любашинском саду
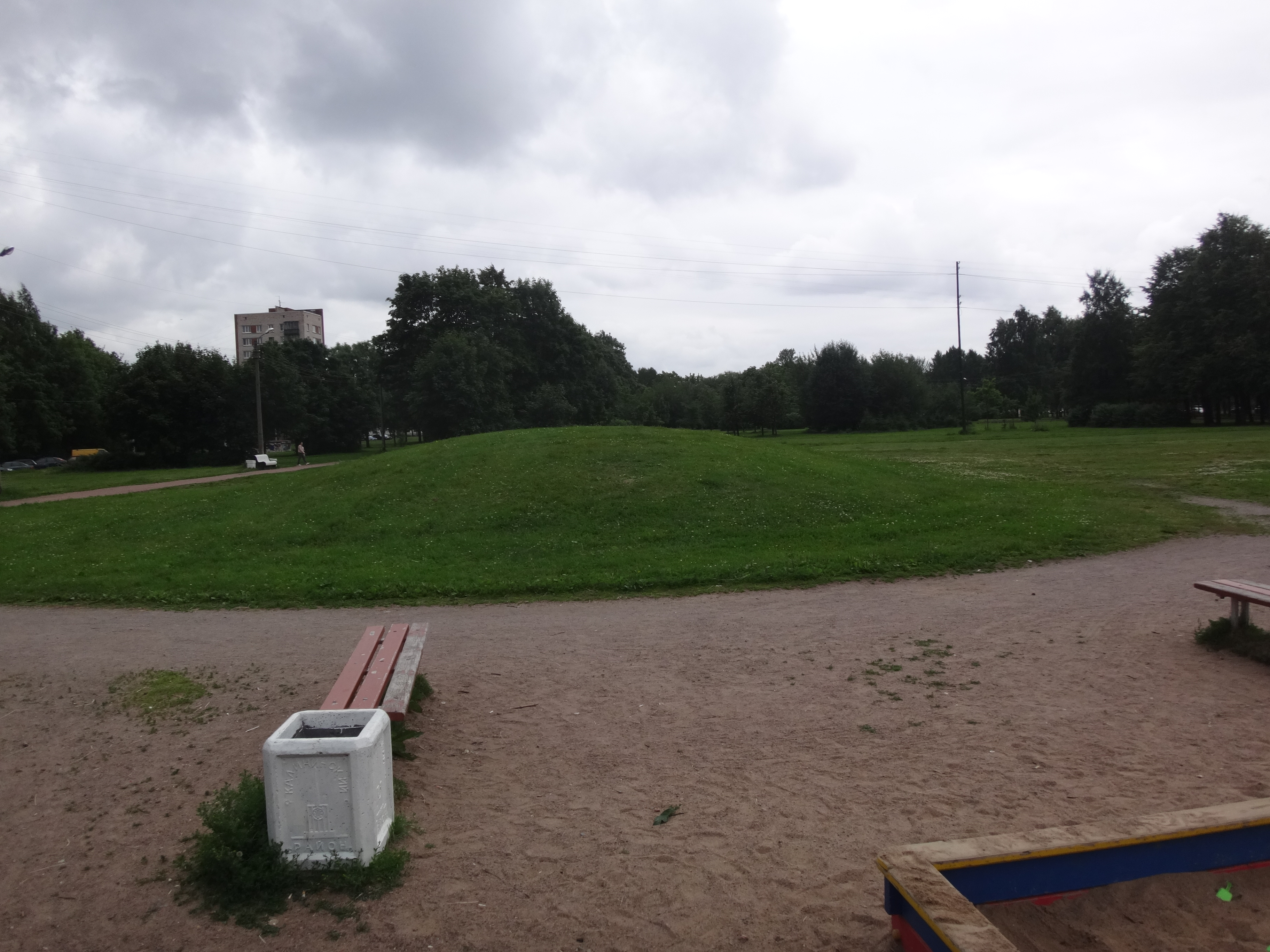
Один из холмов Любашинского сада
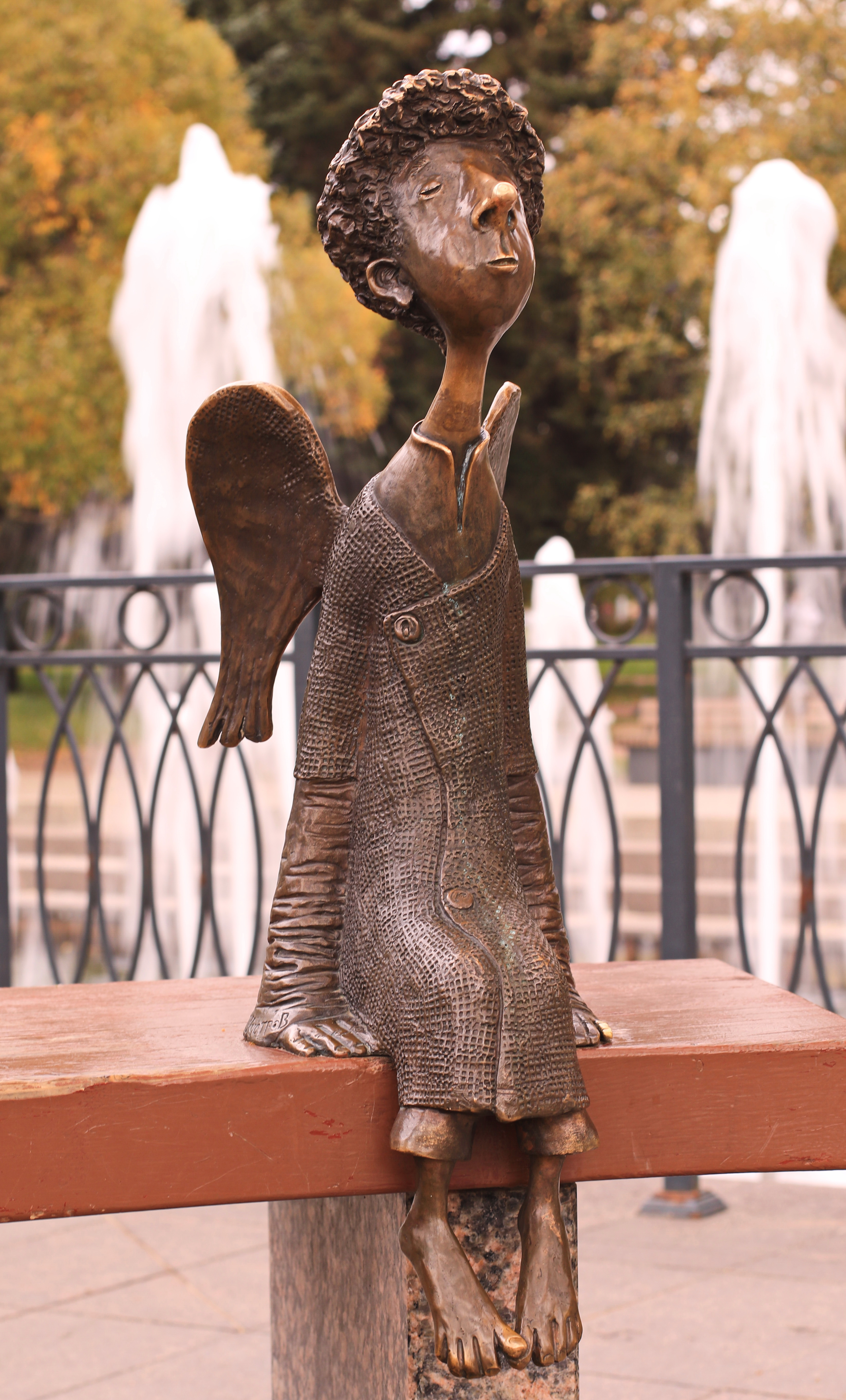
Босоногий ангел